# أفغانستان في الألعاب البارالمبية
تنافست أفغانستان لأول مرة في الألعاب البارالمبية خلال الألعاب البارالمبية الصيفية 1996 في أتلانتا، حيث مثلها راكبو الدراجات غل أفضل وزابت خان.

## تاريخ
لم تشارك أفغانستان في الألعاب البارالمبية في سيدني 2000، ومثل أفغانستان في أثينا عام 2004 رياضيان: العداءة مارينا كريم والدراج قاهر حضرت، ولم يحصل أي منهما على ميدالية.
تنافست أفغانستان في الألعاب البارالمبية الصيفية 2008 في بكين،  حيث مثلها رافع الأثقال محمد فهيم رحيمي فقط، عاد رحيمي إلى رفع الأثقال في الألعاب البارالمبية الصيفية 2012 في لندن، وكان هو الرياضي الوحيد الذي يمثل بلاده في الألعاب البارالمبية.
أرسلت أفغانستان رياضيًا واحدًا مرة أخرى إلى ريو دي جانيرو للمشاركة في الألعاب البارالمبية الصيفية 2016، وهو محمد دوراني الذي تنافس في رمي الرمح للرجال.  وقد أنهى السباق بأفضل رقم شخصي له وهو 26.51 مترًا، لكن ذلك وضعه في المركز الأخير، وبالتالي لم يُسمح له بالانتقال إلى الرميات الثلاث الأخيرة. ومع ذلك، في 19 سبتمبر 2016، تم الكشف عن أنه كان إيجابيًا لاختبار 19-Norandrosterone، وهي مادة تصنفها الوكالة العالمية لمكافحة المنشطات ضمن قائمتها للمنشطات الابتنائية الأندروجينية الذاتية وهي محظورة في الاختبارات داخل المنافسة وخارجها. ولذلك تم استبعاد دوراني وإلغاء نتيجته.
كان من المقرر أن تنافس أفغانستان في الألعاب البارالمبية الصيفية 2020 بلاعبة التايكوندو زكية خدادادي ورياضي المضمار حسين رسولي كممثلين لها. ومع ذلك، اضطرت أفغانستان إلى الانسحاب بعد سقوط كابول في أيدي طالبان. كانت خدادي أول امرأة أفغانية تشارك في الألعاب البارالمبية منذ عام 2004.
في 28 أغسطس 2021، وصلت زكية خدادادي وحسين رسولي إلى طوكيو بعد أن سافرا بالطائرة من كابول إلى باريس، وأنهى ذلك أيضًا حالة عدم اليقين التي سادت بشأن مشاركة أفغانستان في دورة الألعاب البارالمبية في طوكيو. كشف رئيس اللجنة البارالمبية الدولية أندرو بارسونز أن الرياضيين الأفغانيين لن يكونا متاحين لإجراء المقابلات، وأصر أيضًا على أنه تم منحهما الإذن بتخطي المؤتمرات الصحفية المعتادة.
وضع أفغانستان غير واضح فيما يتعلق بالمشاركات المستقبلية منذ دخولها في ظل الاضطرابات السياسية. 
لم تفز أفغانستان أبدًا بميدالية بارالمبية، ولم تشارك أبدًا في الألعاب البارالمبية الشتوية.

## جدول الميداليات
| الدورة             | الرياضي  | ذهبية    | فضية     | برونزية  | المجموع  |
| أتلانتا 1996       | 2        | 0        | 0        | 0        | 0        |
| سيدني 2000         | لم تشارك | لم تشارك | لم تشارك | لم تشارك | لم تشارك |
| أثينا 2004         | 2        | 0        | 0        | 0        | 0        |
| بكين 2008          | 1        | 0        | 0        | 0        | 0        |
| لندن 2012          | 1        | 0        | 0        | 0        | 0        |
| ريو دي جانيرو 2016 | 1        | 0        | 0        | 0        | 0        |
| طوكيو 2020         | 2        | 0        | 0        | 0        | 0        |
| باريس 2024         | 1        | 0        | 0        | 0        | 0        |
| لوس أنجلوس 2028    | حدث قادم |          |          |          |          |
| بريسبان 2032       | حدث قادم |          |          |          |          |
| المجموع            | 9        | 0        | 0        | 0        | 0        |

| الدورة              | الرياضي  | ذهبية | فضية | برونزية | المجموع |
| ميلانو كورتينا 2026 | حدث قادم |       |      |         |         |
| الألب 2030          | حدث قادم |       |      |         |         |
| المجموع             | 0        | 0     | 0    | 0       | 0       |